# Morti nel 1247
| Questa pagina contiene informazioni ricavate automaticamente dalle voci biografiche con l'ausilio del template Bio e di un bot. L'aggiornamento è periodico e automatico e ricostruisce completamente la pagina. Se manca una persona in questa lista, sei pregato di non aggiungerla, ma accertati piuttosto che la sua voce biografica contenga il template Bio e che i dati anagrafici siano correttamente compilati. Se il template Bio manca, inseriscilo tu stesso o, in alternativa, metti l'avviso {{tmp\|Bio}} che ne segnala la mancanza. Se i dati riportati sono sbagliati, correggi direttamente la voce biografica; le modifiche saranno visibili in questa lista entro pochi giorni. Per chiarimenti vedi il progetto biografie. La lista contiene solo le 15 persone che sono citate nell'enciclopedia e per le quali è stato implementato correttamente il template Bio. Pagina aggiornata al 13 gen 2025. |

- 3 gennaio - Vladislao di Boemia (n. 1227)
- 12 febbraio - Ermesinda di Lussemburgo, contessa (n. 1186)
- 16 febbraio - Enrico Raspe, nobile tedesco
- 25 febbraio - Enrico IV di Limburgo, nobile
- 2 maggio - Richard de Bures, cavaliere medievale francese
- 10 giugno - Rodrigo Jiménez de Rada, vescovo cattolico spagnolo (n. 1170)
- 16 giugno - Manfredo da Cornazzano, politico e generale italiano
- 8 luglio - Mōri Suemitsu, militare giapponese (n. 1202)
- 27 dicembre - Ermanno II di Weimar-Orlamünde, nobile tedesco
- Aldrighetto Campo, vescovo cattolico italiano
- Corrado I di Polonia, nobile polacco (n. 1187)
- Enrico III da Egna, nobile italiano (n. 1215)
- Guido da Cortona, presbitero italiano (n. 1187)
- Tomoe Gozen, militare giapponese
- Ardengo Trotti, vescovo cattolico italiano